# Банное (Воронежская область)
Банное — село в Воробьёвском районе Воронежской области России.
Входит в состав Берёзовского сельского поселения.

## География

### Улицы
- ул. Байкал,
- ул. Гагарина,
- ул. Городская,
- ул. Комарова,
- ул. Красная,
- ул. Ленина,
- ул. Рынок,
- ул. Садовая,
- пер. Коммунальный.

## История
Появилось это село в 1735. В 1897 году основана церковь Покрова Пресвятой Богородицы.
Заселялось оно крестьянами русского происхождения. Село именовалось и как Банная. Название произошло или от русского слова баня, или является каким-то переосмысленным местным тюркским наименованием. Жители села не были крепостными. Они были черносошными, т.е. государственными крестьянами.
объединившийся в 1936 году с колхозами поселка Высокий и хуторов Землянкой и Ломы. Новый колхоз был назван именем 18 Партсъезда.
В 50-х годах 20 века село Банное вместе с Мужичьим,  поселком Высоким и хутором Землянка вошло в состав хозяйства «Восток»
лучшие годы для любого населённого пункта – во времена СССР. стали сажать сады и лесополосы. В 1964 году было проведено электричество. Построены здания медпункта, Дома культуры, дома быта, универмага и др. Начинают работать маслобойня и мельница. В 2007 году в село проложили газопровод.
90-е годы во всей стране началась перестройка, стали меняться деньги. Особо ощутима стала перестройка в селе Банном в 1991 году и позже. Сельповские магазины закрывались. Почта стала работать 3-4 неполных дня вместо полных 6-ти. В селе была своя маслобойня, мельница, но к концу 90-х годов было все закрыто. После закрытия сельповского магазина перестали поставляться товары, хлеб, продукты питания, необходимые для житья. Поэтому колхоз открыл свой магазин, в который поставлялись только свои продукты питания (хлеб, макаронные изделия, крупы, мука, булочки, пряники и т.д.).
       В праздничные дни в колхозный магазин привозили колбасу, сгущенное молоко, новогодние подарки. Там можно было приобрести мучные товары за небольшие цены и в счет зарплаты. Появилась своя хлебопекарня, в которой выпекалось все: хлеб, булочки, пряники, макаронные изделия. Также в селе был тракторный отряд, 2 гаража, 5 тракторных бригад, 3 молочно-товарных фермы, одна из которых была в селе Банном. В колхозе было также 2 зернотока.
       Но вскоре колхоз-миллионер стал банкротом. Потихоньку стало все распадаться. Первым делом закрыли колхозный магазин, хлебопекарню. Затем распались тракторные бригады, закрылись гаражи. В 2000 году не стало фермы. В 2003 году фактически не работал зерноток. С 1999 до 2006 года колхоз только существовал, а затем совсем распался. 
Население Банного понижается из-за нехватки работ

## Население
| 1859 | 1897 | 2010 |
| ---- | ---- | ---- |
| 370  | ↗972 | ↘376 |